# Anisolambdinae
Anisolambdinae es una subfamilia extinta de ungulados Litopterna del Eoceno-Mioceno de América del Sur..Los miembros del grupo sólo son conocidos por sus dientes braquiodontes. 

## Etimología
Anisolámbdinae se refiere a su similitud con el taxón tipo: Anisolambda.

## Descripción
Los anisolambdinos son pequeños litopternos conocidos únicamente por los dientes. Tienen un paralófido bien desarrollado en los molares inferiores, que termina en un gran paracónido. 

## Distribución
Se encuentran en Argentina, Brasil y Colombia. 